# Futebol Clube do Porto (pallacanestro)
Il Futebol Clube do Porto è una società cestistica, parte della polisportiva Porto, avente sede a Porto, in Portogallo. Gioca nel campionato portoghese.
Disputa le partite interne nel Centro de Desportos e Congressos de Matosinhos.

## Palmarès
- Campionati portoghesi: 12

1952, 1953, 1972, 1979, 1980, 1983, 1996, 1997, 1999, 2004, 2011, 2016
- Coppa di Portogallo: 16

1979, 1986, 1987, 1988, 1991, 1997, 1999, 2000, 2004, 2005, 2007, 2010, 2012, 2019, 2024, 2025
- Coppe di Lega portoghesi: 8

2000, 2002, 2004, 2008, 2010, 2012, 2016, 2021
- Supercoppe del Portogallo: 8

1986, 1997, 1999, 2004, 2011, 2016, 2019, 2024
- Trofeo dei Campioni: 1

2006
- Trofeo António Pratas: 2

2011 (Porto), 2015 (Dragon Force)
- Proliga: 2

2014, 2015 (Dragon Force)

## Cestisti
- Eric Anderson 2020 -